# Oeax latefasciatus
Oeax latefasciatus es una especie de escarabajo longicornio del género Oeax, subfamilia Lamiinae. Fue descrita científicamente por Breuning en 1978.
Se distribuye por Ghana. Posee una longitud corporal de 8-10 milímetros. El período de vuelo de esta especie ocurre en el mes de abril.